# Synagoge (Wielowieś)
Koordinaten: 50° 30′ 32,8″ N, 18° 36′ 54,8″ O

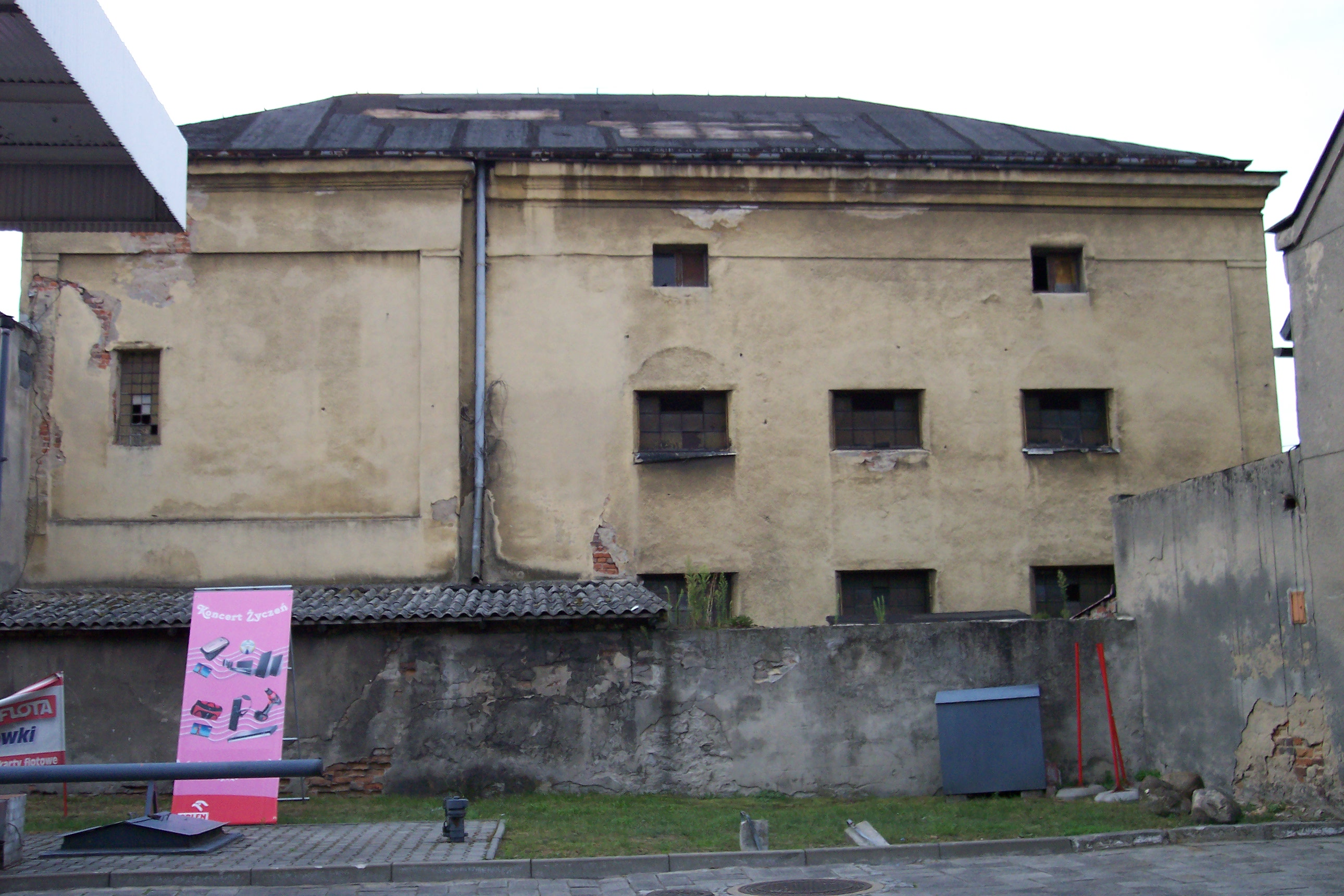
Die ehemalige Synagoge

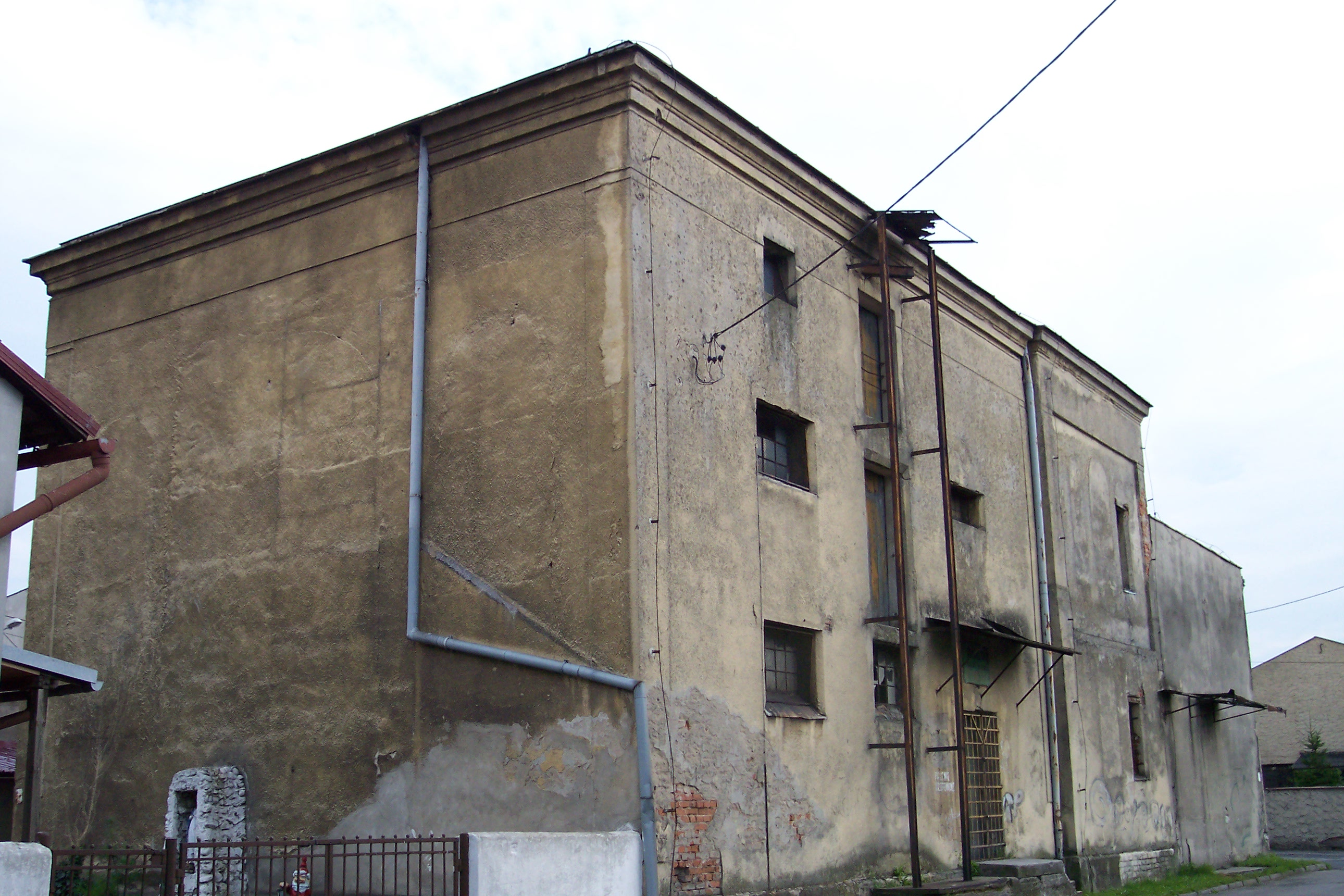
Die ehemalige Synagoge

Die profanierte Synagoge in Wielowieś (Langendorf) stammt aus dem Jahr 1771 und befindet sich an der Straße ul. Gminna. Sie ist das älteste erhaltene Synagogengebäude in Oberschlesien.

## Geschichte
Die Synagoge wurde in den Jahren 1763 bis 1771 an der Stelle einer älteren hölzernen Synagoge erbaut. Finanziert wurde der Bau durch Juden, die ins Ausland ausgewandert waren.
Die Synagoge wurde vor den Novemberpogromen 1938 von einem Langendorfer Bürger aufgekauft, wodurch sie größeren Beschädigungen entging und das Gebäude erhalten bleiben konnte. Während der Nacht vom 9. auf den 10. November 1938 wurde die Synagoge im Inneren demoliert und angezündet, aber aufgrund der Eigentumsverhältnisse und Drohungen des Besitzers wurden die Brände wieder gelöscht.
Nachträglich wurden jedoch durch die Nationalsozialisten die jüdischen Symbole entfernt und der Turm mit Kuppel und Davidstern abgetragen.
Nach dem Zweiten Weltkrieg wurde das Synagogengebäude durch die neue polnische kommunistische Verwaltung in ein Getreidelager umgebaut und vor dem früheren Haupteingang wurde ein Nebengebäude angebaut. Derzeit ist das Gebäude ungenutzt. An der Fassade erkennt man noch heute die Formen der ehemaligen Synagogenfenster.
Von der Innenausstattung ist eine Parochet (Vorhang vor dem Toraschrein) aus dem Jahr 1783 erhalten geblieben. Sie befand sich nach 1945 in privater Hand und gehört seit 1977 zur Sammlung des Jüdischen Historischen Instituts in Warschau.